# 岩崎彌之助

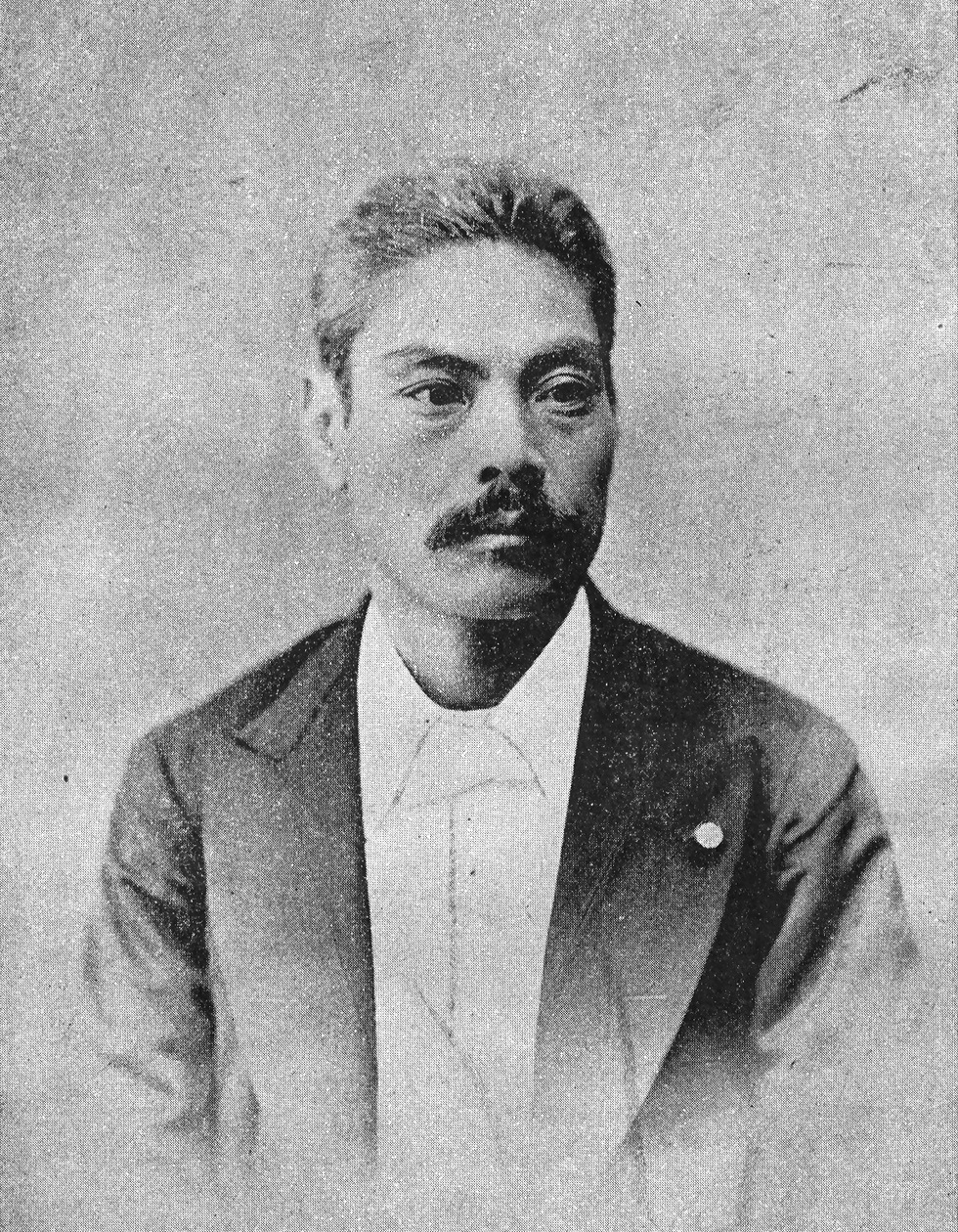
岩崎彌之助

岩崎彌之助（日语：／ Iwasaki Yanosuke，1851年2月8日—1908年3月25日），日本企業家、政治家，三菱財閥第二代總帥，並且曾任日本銀行總裁，被譽為「三菱集團的創業者」。榮譽為正四位勳三等男爵。

## 生平

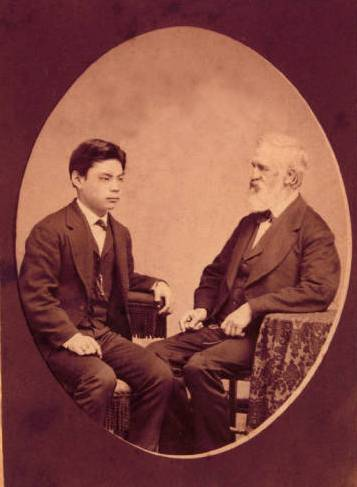
岩崎彌之助與恩師愛德華·霍爾

1851年，岩崎彌之助生於土佐國安藝郡（即現在的高知縣安藝市），為岩崎彌次郎三子（二男夭折）、岩崎彌太郎之弟。
1867年，他入讀土佐藩校致道館。當時岩崎家本來已失去鄉士的地位，沦落到地下浪士的身份，而且身份不能够接受武士教育，本來是不合資格入學，最後幸得兄長彌太郎的知音吉田東洋提攜下才能成功。1869年前往大阪，入讀私墊成達書院，其中有學習英語。
1872年，他前往美國留學，一度寄宿於Walsh, Hall and Co.。其中愛德華·霍爾於紐約創立Edward Hall's Family School for Boys，彌之助也跟隨入讀。不料於一年後，父親突然逝世，他在兄長的苦苦哀求下中斷留學生涯回國。1874年，由彌太郎做媒人，將後藤象二郎長女早苗子嫁給彌之助。
因為敬佩兄長，所以多次協助其生意上的事務，其後更出任三菱副社長。在任期間，他努力帶領三菱與西方的企業競爭，於1877年他更曾經參加西南戰爭。於1885年，彌太郎病逝，由彌之助出任三菱財閥總帥（又叫社長）。他上任後盡力將三菱業務變得多元化，將三菱商會和共同運輸會社合併成為日本郵船，之後又將業務拓展至開發、造船、礦山開發、地所、金融、倉庫等等（實際上是在政府的強制調停下，三菱的海運業務被迫和共同運輸會社合併為日本郵船，由於三菱當時的主要業務是海運，這對三菱造成不少損失，所以彌之助被迫將業務拓展至其他行業）。
1890年，政府要求三菱在丸之內購買土地，彌之助在與莊田平五郎、末延道成交談後決定以一百二十萬日圓買入，價錢令人將此事譽為「三菱的三大買物第一位」。1893年，他創立三菱合資會社，同年他將總帥一位讓給侄子、彌太郎長子久彌，自己則擔任監務（相當於現今日本的『相談役』職務）。
1890年，他獲明治天皇選為貴族院終身議員（第二年辭職）。六年後，他接替川田小一郎，出任日本銀行總裁。但其後因為與大藏大臣不和，而在翌年辭職。
1902年曾到歐洲旅行，五年後出任東京慈惠會顧問。1908年，彌之助與世長辭，終年五十七歲。死後大部份物品均藏於靜嘉堂文庫。

## 家族及後人

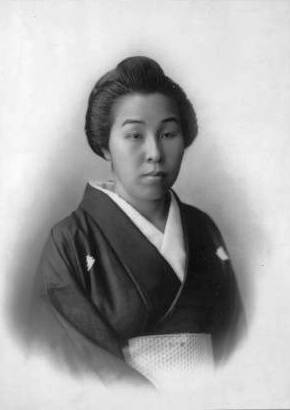
妻早苗子

彌之助與妻早苗子育有三男一女，分別是長女繁子、長男小彌太、次男俊彌、三男輝彌。其中繁子嫁給松方正義次男松方正作。長男小彌太曾出任三菱財閥第四代總帥，俊彌則是旭硝子（後改為艾杰旭）的創辦人，而輝彌就經營子安農園，擁有很多鐵路寫真照。輝彌的兒子英二郎是一名英語學家，並與北原白秋之女結婚，育有一子透。而俊彌的外孫岩崎俊男也是一名企業家。

## 註
1. ↑  相談役某程度上和顧問差不多，但不同之處是相談役比較偏向是指由一線退下後所擔任的榮譽職位。在必要時，相談役會提出一些在公司營業的重大問題上提出大膽的助言（建議），或會協助調停社內的重大紛爭。

## 外部連結
- 岩崎彌之助年表 （页面存档备份，存于） 三菱集團網頁